# Tiê (cantora)
Tiê Gasparinetti Biral (São Paulo, 17 de março de 1980), é uma cantora e compositora brasileira. Ela já lançou quatro álbuns de estúdio e é popularmente conhecida pelas canções "Piscar o Olho" do álbum A Coruja e o Coração (2011), tema da empreguete Cida na novela Cheias de Charme e "A Noite" do álbum Esmeraldas (2014) que embalou o casal Marizete e Benjamin em I Love Paraisópolis, ambas da TV Globo.

## Biografia
A cantora é neta da atriz Vida Alves, cursou relações públicas na FAAP e estudou canto em Nova York. Ainda criança, fez uma pequena participação como a filha do personagem de Jayme Periard no filme Rádio Pirata. Foi modelo da Ford Models e atuou num comercial dirigido por Fernando Meirelles que foi premiado em Cannes. Foi dona de um brechó em São Paulo ao lado da sede da MTV Brasil denominado Café Brechó, onde conheceu o tecladista Dudu Tsuda (Jumbo Elektro) e o compositor Toquinho, com quem gravou sua primeira canção e viajou pelo Brasil e Europa em turnê. Em 2009 lançou seu primeiro álbum intitulado Sweet Jardim, contando com a colaboração solidária de diversos artistas, como Toquinho, além de artistas da cena independente de São Paulo.

## Carreira
Em 2007, Tiê gravou um EP com quatro canções em parceria com Dudu Tsuda - tecladista das bandas Jumbo Elektro, Cérebro Eletrônico e Trash Pour 4. Depois passou seis meses apenas compondo o restante das canções do disco. Em março de 2009 com 28 anos lançou seu primeiro disco "Sweet Jardim". Nele, Tiê mostra suas composições, canta e toca piano e violão em dez faixas de autoria própria, gravadas ao vivo ao estilo low-fi. As composições são autobiográficas, delicadas e conquistam, como em Passarinho, que fala sobre seu nome, ou na emocionante “A Bailarina e o Astronauta”. A base da maioria das canções é o violão tocado por Tiê a que somam efeitos incidentais e intervenções. Outras trazem a letrista/cantora ao piano. A canção-título, “Sweet Jardim”, um folk-feliz, tem os violões de Toquinho, uma pitada de David Bowie, caixinhas de música, Tom Waits, estrelas cadentes, Nancy Sinatra, chuvas de papel, Ella Fitzgerald, sapatilhas de ponta, Beatles, boás, Doris Day, balas de goma.

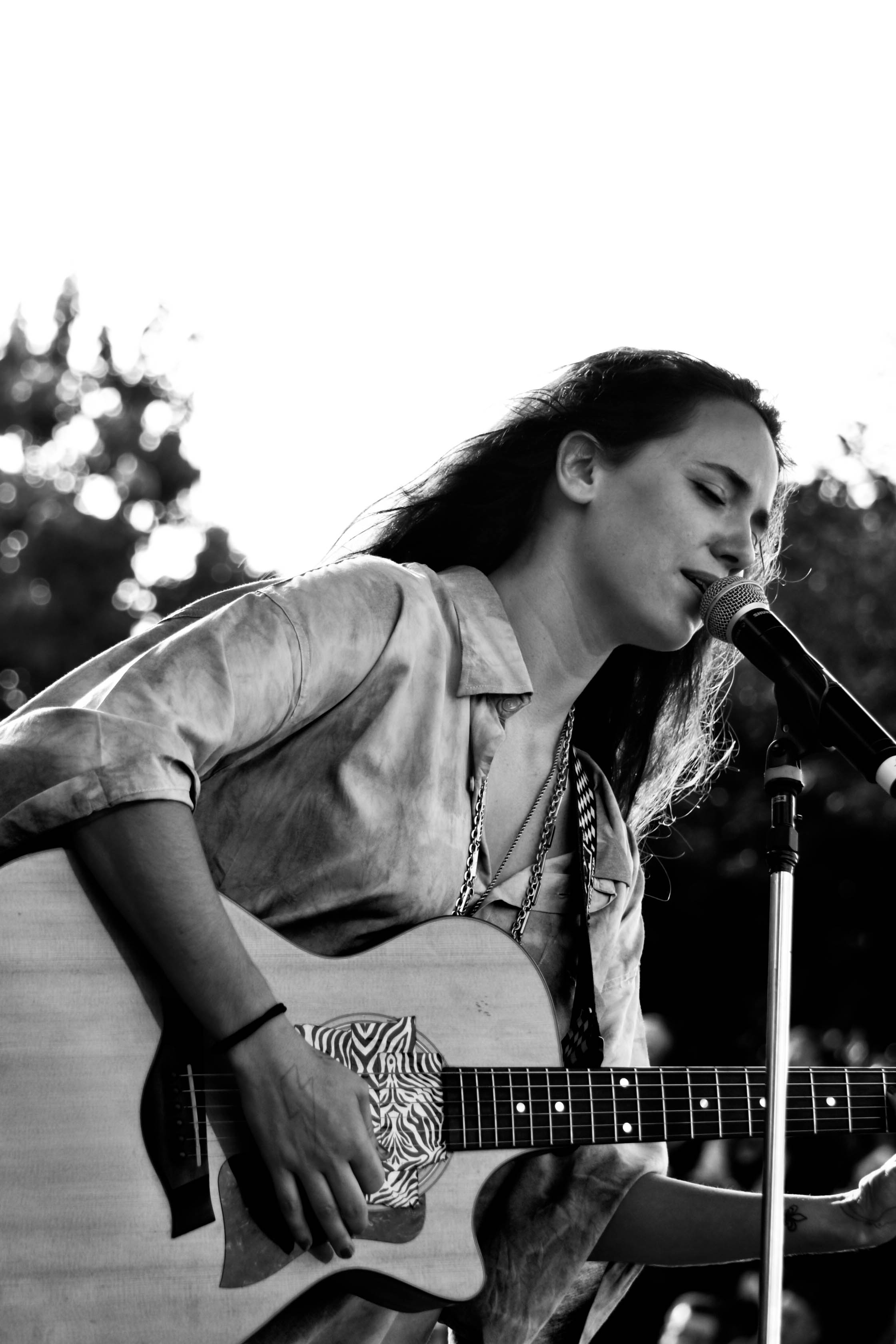
Tiê ao vivo no Parque Estadual Villa-Lobos (2015)

O segundo álbum, A Coruja e o Coração, lançado em 2011 foi indicado à categoria Revelação do Prêmio Multishow de 2010 e teve shows em todo o Brasil e em Nova Iorque, além de uma turnê pela Europa, incluindo apresentações em Londres, Paris, Berlim e Barcelona.
Sweet Jardim, seu primeiro álbum, também figura na lista dos 50 discos que formaram a identidade musical brasileira dos anos 2000, publicada pelo jornal Folha de S.Paulo.
Em 2011, Tiê apresenta seu segundo disco: A Coruja e o Coração, uma das grandes surpresas do cenário musical nacional. O álbum reúne canções autorais,
parcerias, versões com arranjos mais encorpados e novos elementos, como a presença de bateria e percussão na maioria das canções. Traz participações de nomes como Jorge Drexler, Marcelo Jeneci e Hélio Flanders, versões de canções de Thiago Pethit, Dorgival Dantas e Tulipa Ruiz.
"Na Varanda da Liz", abre o álbum com um instrumental mais denso, mostrando uma Tiê diferente daquela vista no álbum de estreia. "Perto e Distante" tem a participação de Jorge Drexler. "For You And For Me" é a única canção em inglês do disco e é seguida por "Hide And Seek", outra canção que chama a atenção.
Incompatibilidade de gêneros ou não,"Você Não Vale Nada", sucesso interpretado pelos Aviões do Forró, Calcinha Preta e Ivete Sangalo, possibilitou a Tiê mostrar sua personalidade surpreendente!
Outra grande sacada desse álbum foram as regravações de artistas contemporâneos: "Só Sei Dançar com Você", de Tulipa Ruiz, remete ao country e, é cheia de detalhes cuidadosamente pensados; "Mapa-Mundi" gravada também por Thiago Pethit é outra regravação que chama a atenção em A Coruja e o Coração. em 2012 a canção Piscar de Olho fica do album Coruja e o Coração faz parte da novela Cheias de Charme
Seu terceiro álbum de estúdio intitulado Esmeraldas foi lançado no dia 23 de setembro de 2014. Teve como carro chefe a canção "A Noite", a décima faixa do álbum, tendo sido esta disponibilizada no iTunes para audição. Esta canção faz parte da trilha sonora da novela "I Love Paraisópolis" da Rede Globo de Televisão.

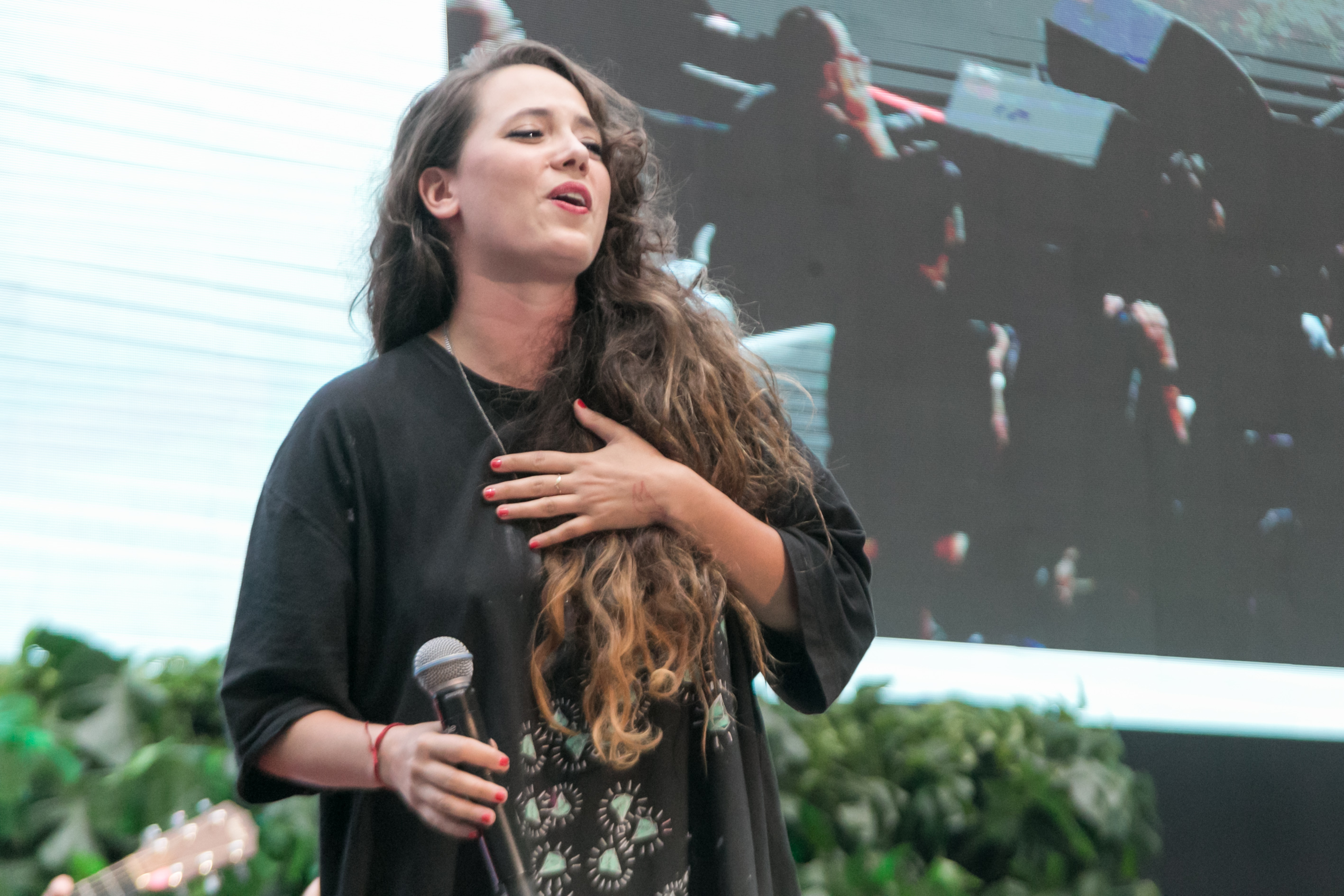
Tiê ao vivo no TEDxSãoPaulo (2017)

Em 2015, participou da canção "Trono de Estudar", composta por Dani Black em apoio aos estudantes que se articularam contra o projeto de reorganização escolar do governo estadual de São Paulo. A faixa teve a participação de outros 17 artistas brasileiros: Chico Buarque, Arnaldo Antunes (ex-Titãs), Dado Villa-Lobos (Legião Urbana), Paulo Miklos (Titãs), Tiago Iorc, Lucas Silveira (Fresno), Filipe Catto, Zélia Duncan, Pedro Luís (Pedro Luís & A Parede), Fernando Anitelli (O Teatro Mágico), André Whoong, Lucas Santtana, Miranda Kassin, Tetê Espíndola, Helio Flanders (Vanguart), Felipe Roseno e Xuxa Levy.
Em 2018, lançou seu single "Mexeu Comigo". A canção conta com um clipe feito unicamente por mulheres.

## Discografia
Álbuns de estúdio
- 2009: Sweet Jardim
- 2011: A Coruja e o Coração (15.000)
- 2014: Esmeraldas (15.000)
- 2017: Gaya (2.500)

Álbuns ao vivo
- 2019: Dix (1.000)

### Singles
| Ano  | Título                | Melhores posições | Álbum                          |
| Ano  | Título                | BRA               | Álbum                          |
| ---- | --------------------- | ----------------- | ------------------------------ |
| 2009 | "Assinado Eu"         | —                 | Sweet Jardim                   |
| 2009 | "Te Valorizo"         | —                 | Sweet Jardim                   |
| 2009 | "Dois"                | —                 | Sweet Jardim                   |
| 2012 | "Pra Alegrar Meu Dia" | —                 | A Coruja e o Coração           |
| 2012 | "Você Não Vale Nada"  | 74                | A Coruja e o Coração           |
| 2014 | "Ando Meio Desligado" | —                 | Não adicionado à nenhum álbum  |
| 2014 | "A Noite"             | 47                | Esmeraldas                     |
| 2015 | "Isqueiro Azul"       | —                 | Esmeraldas                     |
| 2016 | "All Around You"      | —                 | Esmeraldas                     |
| 2016 | "Onde Está o Amor?"   | —                 | Não adicionado à nenhum álbum  |
| 2017 | "Mexeu Comigo"        | 37                | Gaya                           |
| 2017 | "Amuleto"             | 32                | Gaya                           |
| 2019 | "Deixa Queimar"       | —                 | Não adicionando à nenhum álbum |
| 2019 | "Longe de Mim"        | 54                | Trilha Sonora: Órfãos da Terra |

### Trilhas sonoras de telenovelas
A cantora ficou conhecida em todo o Brasil principalmente devido sua participação em trilhas de telenovelas da Rede Globo. Foram elas:
- Piscar o Olho - Tema de Cida e Conrado na novela Cheias de Charme[16]

- A Noite - Tema de Mari na telenovela I Love Paraisópolis[17]
- Dónde Está El Amor (feat. Pablo Alborán) - Tema de Camila e Giovanni na telenovela Haja Coração[18]

## Prêmios e indicações
| Ano  | Prêmio                                | Categoria                          | Indicação              | Resultado | Ref.   |
| ---- | ------------------------------------- | ---------------------------------- | ---------------------- | --------- | ------ |
| 2009 | MTV Video Music Brasil                | MPB                                | Tiê                    | Indicado  | [ 19 ] |
| 2011 | MTV Video Music Brasil                | Melhor Capa                        | "A Coruja e o Coração" | Venceu    | [ 20 ] |
| 2015 | Prêmio Multishow de Música Brasileira | Versão do ano (júri especializado) | "A Noite"              | Indicado  | [ 21 ] |
| 2015 | Prêmio Extra de Televisão             | Tema de Novela                     | "A Noite"              | Venceu    | [ 22 ] |
| 2015 | Melhores do Ano                       | Canção do Ano                      | "A Noite"              | Indicado  | [ 23 ] |